# Heptacarpus pugettensis
Heptacarpus pugettensis är en kräftdjursart som beskrevs av Jensen 1983. Heptacarpus pugettensis ingår i släktet Heptacarpus och familjen Hippolytidae. Inga underarter finns listade i Catalogue of Life.